# Museu Nacional da Escravatura
O Museu Nacional da Escravatura localiza-se no Morro da Cruz, na cidade de Luanda, em Angola. Dedicado à memória da escravidão, é uma destacada instituição cultural do país.

## História e caracterização
Criado em 1977 pelo Instituto Nacional do Património Cultural com o objetivo de dar a conhecer a história da escravatura em Angola, o Museu Nacional da Escravatura tem a sua sede na Capela da Casa Grande, templo do século XVII onde os escravos eram batizados antes de embarcarem nos navios negreiros que os levavam para o continente americano.
O museu, que reúne e expõe centenas de peças utilizadas no tráfico dos escravos, está instalado na antiga propriedade do capitão de Granadeiros D. Álvaro de Carvalho Matoso, Cavaleiro da Ordem de Cristo. Era filho de D. Pedro Matoso de Andrade, capitão-mor dos presídios de Ambaca, Muxima e Massangano, em Angola, e um dos maiores comerciantes de escravos da costa africana na primeira metade do século XVIII. Falecido Álvaro em 1798, os seus familiares e herdeiros continuaram a exercer o tráfico de escravos no mesmo local até 1836, quando um decreto de D. Maria II de Portugal passou a proibir as colónias portuguesas de exportarem escravos.